# Pilocerein
Pilocerein ist ein Alkaloid aus der Gruppe der Kaktus-Alkaloide und der Tetrahydroisochinolinalkaloide. Strukturell ist es ein Trimer von Lophocerin, wurde bei seiner Entdeckung aber zunächst für ein Dimer gehalten.

## Vorkommen
Lophocerin kommt in Lophocereus schottii und Lophocereus marginatus vor.

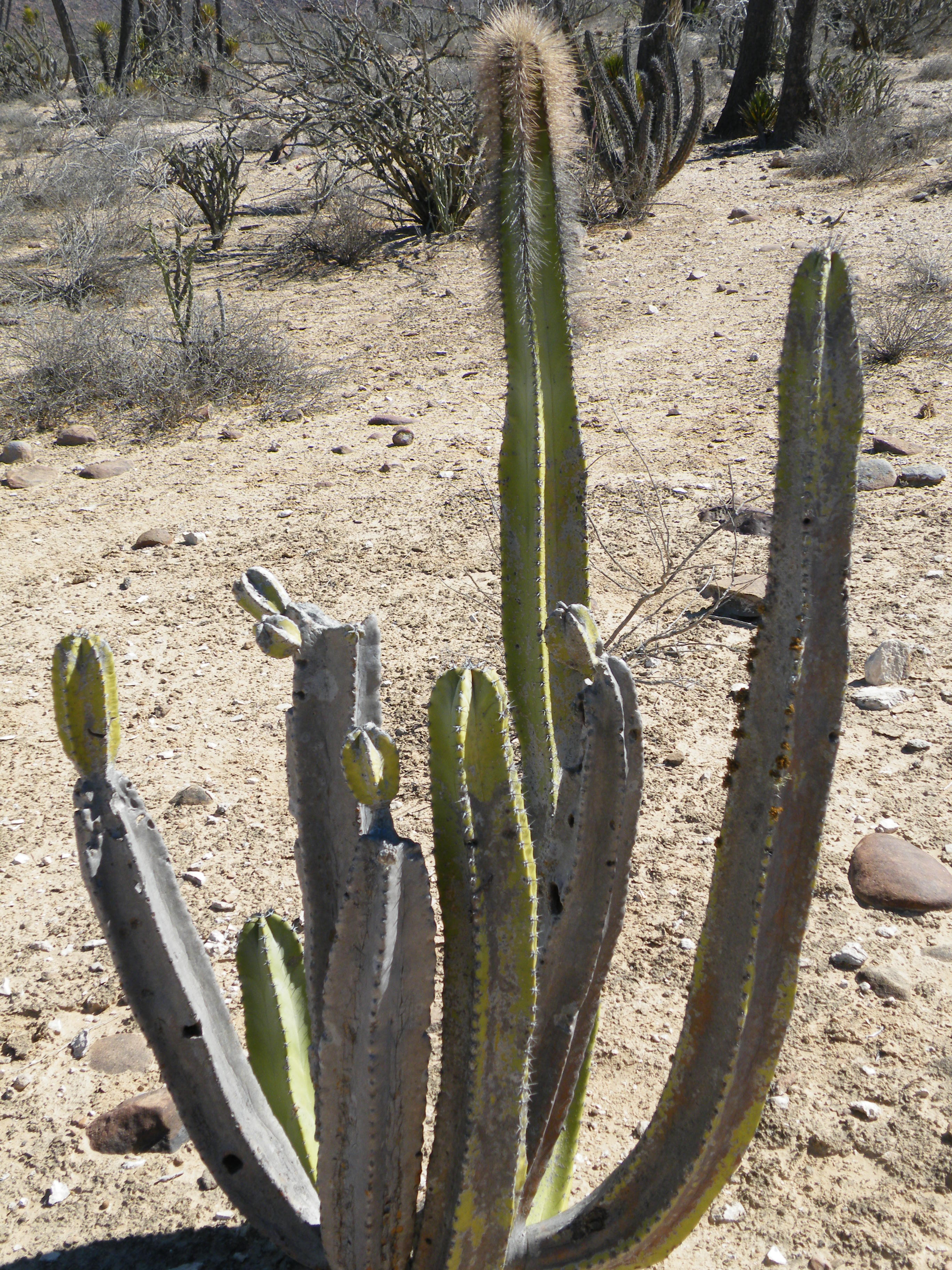
Lophocereus schottii
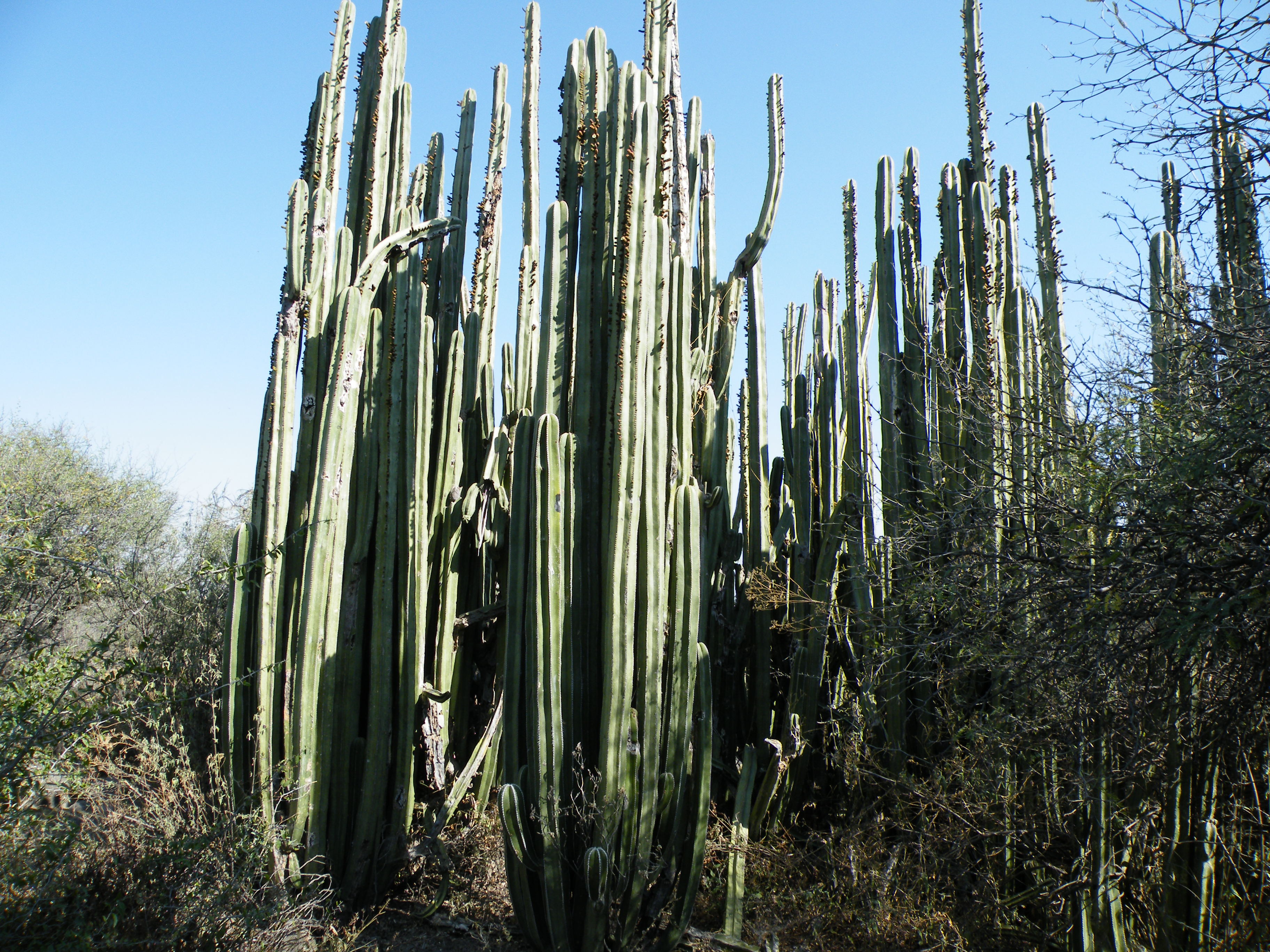
Lophocereus marginatus

## Biosynthese
Durch Experimente mit Tritium-Markierungen konnte nachgewiesen werden, dass Pilocerein durch eine Trimerisierung von Lophocerin entsteht.

## Synthese
Lophocerin-Hydrogensulfat kann mit Kaliumhexacyanidoferrat(II) in Ammoniumacetat-Puffer zu Pilocerein umgesetzt werden.

## Eigenschaften
In Versuchen mit Hunden, Katzen, Ratten und Hähnen konnte Pilocerein den Blutdruck beeinflussen. Ob dieser gesteigert oder gesenkt wurde, hing dabei sowohl von der Tierart als auch von der Dosis ab.